# Mistrzostwa Świata Juniorów w Hokeju na Lodzie 2018/I Dywizja
Mistrzostwa Świata Juniorów w Hokeju na Lodzie I dywizji 2018 odbędą się w dwóch państwach: we Francji (Courchevel oraz Meribel) oraz w Słowenii (Bled). Zawody grupy A odbędą się w dniach 10-16 grudnia 2017, natomiast grupy B rozgrywane będą w dniach 9–15 grudnia 2017 roku.
W mistrzostwach drugiej dywizji uczestniczyło 12 zespołów, które zostały podzielone na dwie grupy po 6 zespołów. Rozgrywały one mecze systemem każdy z każdym. Pierwsza drużyna turnieju grupy A awansuje do mistrzostw świata elity w 2019 roku, ostatni zespół grupy A w 2019 roku zagra w grupie B, zastępując zwycięzcę turnieju grupy B. Najsłabsza drużyna grupy B spadła do drugiej dywizji.
Hale, w których odbyły się zawody to:
- Courchevel Arena (Courchevel)
- Meribel Arena (Meribel)
- Ice Arena Bled (Bled)

## Grupa A
Wyniki
| 10 grudnia 2017 | Kazachstan | 3:2 pd. | Niemcy | Courchevel Arena, Courchevel |

| Szczegóły      | Szczegóły                                                            | Szczegóły            | Szczegóły                                  | Szczegóły                                                                                    |
| -------------- | -------------------------------------------------------------------- | -------------------- | ------------------------------------------ | -------------------------------------------------------------------------------------------- |
| Godzina: 14:30 | S. Danijar (PP) 42:43 S. Danijar (PP2) 45:11 A. Gatijatow (EQ) 63:57 | (0:0, 0:1, 2:1, 1:0) | 20:58 (EQ) C. Jahnke 58:43 (EQ) L. Gawanke | Widzów: 103 Sędzia główny: Miroslav Štefík Sędziowie liniowi: Frédéric Monnaie Mariusz Smura |
| Godzina: 14:30 | 8 min.                                                               |                      | 22 min.                                    | Widzów: 103 Sędzia główny: Miroslav Štefík Sędziowie liniowi: Frédéric Monnaie Mariusz Smura |

| 10 grudnia 2017 | Austria | 1:6 | Francja | Courchevel Arena, Courchevel |

| Szczegóły      | Szczegóły           | Szczegóły       | Szczegóły | Szczegóły                                                                                       |
| -------------- | ------------------- | --------------- | --- | ----------------------------------------------------------------------------------------------- |
| Godzina: 18:00 | M. Rossi (EQ) 21:13 | (0:2, 1:1, 0:3) | 02:40 (PP) H. Sarlin 19:54 (PP) L. Boudon 37:24 (EQ) L. Olive 43:16 (EQ) T. Sarlieve-Fonfraid 46:16 (PP) L. Boudon 53:55 (EQ) J. Bougro | Widzów: 695 Sędzia główny: Roy Stian Hansen Sędziowie liniowi: David Obwegeser Wiktor Zinczenko |
| Godzina: 18:00 | 24 min.             |                 | 8 min. | Widzów: 695 Sędzia główny: Roy Stian Hansen Sędziowie liniowi: David Obwegeser Wiktor Zinczenko |

| 10 grudnia 2017 | Węgry | 1:4 | Łotwa | Méribel Arena, Méribel |

| Szczegóły      | Szczegóły            | Szczegóły       | Szczegóły                                                                                    | Szczegóły                                                                                       |
| -------------- | -------------------- | --------------- | -------------------------------------------------------------------------------------------- | ----------------------------------------------------------------------------------------------- |
| Godzina: 18:00 | Z. Szalma (EQ) 48:13 | (0:0, 0:2, 1:2) | 20:58 (EQ) R. Krastenbergs 28:10 (EQ) E. Gegeris 50:13 (EQ) D. Berzins 54:09 (PP) E. Gegeris | Widzów: 150 Sędzia główny: Michael Weber Sędziowie liniowi: Joris Barcelo Nicolas Constantineau |
| Godzina: 18:00 | 10 min.              |                 | 8 min.                                                                                       | Widzów: 150 Sędzia główny: Michael Weber Sędziowie liniowi: Joris Barcelo Nicolas Constantineau |

| 11 grudnia 2017 | Łotwa | 2:3 pk. | Kazachstan | Méribel Arena, Méribel |

| Szczegóły      | Szczegóły                                        | Szczegóły                 | Szczegóły                                                           | Szczegóły                                                                                         |
| -------------- | ------------------------------------------------ | ------------------------- | ------------------------------------------------------------------- | ------------------------------------------------------------------------------------------------- |
| Godzina: 13:00 | R. Krastenbergs (EQ) 12:48 D. Berzins (EQ) 59:48 | (1:0, 0:2, 1:0, 0:0, 0:1) | 27:04 (PP) I. Ryżi 36:51 (SH) A. Gatijatow 65:00 (GWG) A. Gatijatow | Widzów: 600 Sędzia główny: Roy Stian Hansen Sędziowie liniowi: Nicolas Constantineau Park Jun-soo |
| Godzina: 13:00 | 12 min.                                          |                           | 18 min.                                                             | Widzów: 600 Sędzia główny: Roy Stian Hansen Sędziowie liniowi: Nicolas Constantineau Park Jun-soo |

| 11 grudnia 2017 | Francja | 4:3 pd. | Węgry | Méribel Arena, Méribel |

| Szczegóły      | Szczegóły                                                                          | Szczegóły            | Szczegóły                                                     | Szczegóły                                                                                      |
| -------------- | ---------------------------------------------------------------------------------- | -------------------- | ------------------------------------------------------------- | ---------------------------------------------------------------------------------------------- |
| Godzina: 19:00 | L. Olive (PP) 14:26 B. Berard (EQ) 18:12 B. Berard (EQ) 55:43 E. Guebey (PP) 61:23 | (2:2, 0:1, 1:0, 1:0) | 02:39 (EQ) N. Fejes 19:27 (EQ) Z. Szalma 26:19 (EQ) Z. Szalma | Widzów: 600 Sędzia główny: Scott Ferguson Sędziowie liniowi: Frédéric Monnaie Wiktor Zinczenko |
| Godzina: 19:00 | 4 min.                                                                             |                      | 10 min.                                                       | Widzów: 600 Sędzia główny: Scott Ferguson Sędziowie liniowi: Frédéric Monnaie Wiktor Zinczenko |

| 12 grudnia 2017 | Niemcy | 4:1 | Austria | Méribel Arena, Méribel |

| Szczegóły      | Szczegóły                                                                      | Szczegóły       | Szczegóły                 | Szczegóły                                                                     |
| -------------- | ------------------------------------------------------------------------------ | --------------- | ------------------------- | ----------------------------------------------------------------------------- |
| Godzina: 19:00 | V. Busch (EQ) 04:19 T. Walther (EQ) 28:15 J. Huß (PP) 29:06 T. Eder (EQ) 51:05 | (1:1, 2:0, 1:0) | 15:31 (EQ) B. Baumgartner | Sędzia główny: Michael Weber Sędziowie liniowi: David Obwegeser Mariusz Smura |
| Godzina: 19:00 | 12 min. kar                                                                    |                 | 12 min. kar               | Sędzia główny: Michael Weber Sędziowie liniowi: David Obwegeser Mariusz Smura |

| 13 grudnia 2017 | Węgry | 3:5 | Kazachstan | Courchevel Arena, Courchevel |

| Szczegóły      | Szczegóły                                                    | Szczegóły       | Szczegóły | Szczegóły                                                                                |
| -------------- | ------------------------------------------------------------ | --------------- | --- | ---------------------------------------------------------------------------------------- |
| Godzina: 15:30 | K. Papp (PP) 07:39 D. Molnár (EQ) 46:13 N. Vértes (EQ) 51:18 | (1:2, 0:1, 2:2) | 09:54 (PP) S. Danijar 17:31 (EQ) A. Gatijatow 26:41 (PP) W. Orechow 55:17 (EQ) A. Beketajew 57:42 (EQ) N. Nazarienko | Widzów: 91 Sędzia główny: Roy Stian Hansen Sędziowie liniowi: Joris Barcelo Park Jun-soo |
| Godzina: 15:30 | 20 min.                                                      |                 | 10 min. | Widzów: 91 Sędzia główny: Roy Stian Hansen Sędziowie liniowi: Joris Barcelo Park Jun-soo |

| 13 grudnia 2017 | Niemcy | 4:0 | Francja | Courchevel Arena, Courchevel |

| Szczegóły      | Szczegóły                                                                            | Szczegóły       | Szczegóły | Szczegóły                                                                                      |
| -------------- | ------------------------------------------------------------------------------------ | --------------- | --------- | ---------------------------------------------------------------------------------------------- |
| Godzina: 19:00 | D. Bokk (PP) 04:17 M. Seider (PP) 06:46 S. Soramies (EQ) 07:05 Ch. Jahnke (EQ) 59:16 | (3:0, 0:0, 1:0) |           | Widzów: 817 Sędzia główny: Miroslav Štefík Sędziowie liniowi: David Obwegeser Wiktor Zinczenko |
| Godzina: 19:00 | 10 min.                                                                              |                 | 10 min.   | Widzów: 817 Sędzia główny: Miroslav Štefík Sędziowie liniowi: David Obwegeser Wiktor Zinczenko |

| 13 grudnia 2017 | Łotwa | 5:1 | Austria | Méribel Arena, Méribel |

| Szczegóły      | Szczegóły | Szczegóły       | Szczegóły             | Szczegóły                                                                                        |
| -------------- | --- | --------------- | --------------------- | ------------------------------------------------------------------------------------------------ |
| Godzina: 19:00 | E. Ģēģeris (PP) 09:13 D. Smirnovs (PP) 09:50 R. Bļugers (PP) 47:18 R. Kārkls (PP) 49:20 R. Krastenbergs (EQ) 51:24 | (2:0, 0:0, 3:1) | 57:16 (EQ) N. Feldner | Widzów: 132 Sędzia główny: Scott Ferguson Sędziowie liniowi: Nicolas Constantineau Mariusz Smura |
| Godzina: 19:00 | 8 min. |                 | 24 min.               | Widzów: 132 Sędzia główny: Scott Ferguson Sędziowie liniowi: Nicolas Constantineau Mariusz Smura |

| 14 grudnia 2017 | Francja | 0:1 pd. | Łotwa | Méribel Arena, Méribel |

| Szczegóły      | Szczegóły | Szczegóły            | Szczegóły              | Szczegóły                                                                                 |
| -------------- | --------- | -------------------- | ---------------------- | ----------------------------------------------------------------------------------------- |
| Godzina: 19:00 |           | (0:0, 0:0, 0:0, 0:1) | 60:06 (EQ) D. Smirnovs | Widzów: 533 Sędzia główny: Michael Weber Sędziowie liniowi: Frédéric Monnaie Park Jun-soo |
| Godzina: 19:00 | 28 min.   |                      | 22 min.                | Widzów: 533 Sędzia główny: Michael Weber Sędziowie liniowi: Frédéric Monnaie Park Jun-soo |

| 15 grudnia 2017 | Niemcy | 7:2 | Węgry | Courchevel Arena, Courchevel |

| Szczegóły      | Szczegóły | Szczegóły       | Szczegóły                                    | Szczegóły                                                                                    |
| -------------- | --- | --------------- | -------------------------------------------- | -------------------------------------------------------------------------------------------- |
| Godzina: 13:00 | L. Gawanke (EQ) 11:58 V. Busch (PP) 29:15 Ch. Jahnke (EQ) 36:45 T. Eder (EQ) 40:43 V. Busch (PP) 43:56 D. Bindels (EQ) 57:10 T. Walther (EQ) 59:46 | (1:0, 2:1, 4:1) | 22:53 (EQ) B. Majoross 55:54 (EQ) B. Horvath | Widzów: 482 Sędzia główny: Miroslav Štefík Sędziowie liniowi: Joris Barcelo Frédéric Monnaie |
| Godzina: 13:00 | 10 min. |                 | 12 min.                                      | Widzów: 482 Sędzia główny: Miroslav Štefík Sędziowie liniowi: Joris Barcelo Frédéric Monnaie |

| 15 grudnia 2017 | Kazachstan | 3:2 | Austria | Courchevel Arena, Courchevel |

| Szczegóły      | Szczegóły                                                                | Szczegóły       | Szczegóły                                           | Szczegóły                                                                                   |
| -------------- | ------------------------------------------------------------------------ | --------------- | --------------------------------------------------- | ------------------------------------------------------------------------------------------- |
| Godzina: 19:00 | N. Pismarkin (EQ) 01:52 M. Gussejnow (EQ) 06:28 N. Nazarienko (EQ) 06:51 | (3:1, 0:1, 0:0) | 01:23 (EQ) B. Baumgartner 22:30 (PP) B. Baumgartner | Widzów: 152 Sędzia główny: Scott Ferguson Sędziowie liniowi: Mariusz Smura Wiktor Zinczenko |
| Godzina: 19:00 | 10 min.                                                                  |                 | 14 min.                                             | Widzów: 152 Sędzia główny: Scott Ferguson Sędziowie liniowi: Mariusz Smura Wiktor Zinczenko |

| 16 grudnia 2017 | Łotwa | 1:0 | Niemcy | Courchevel Arena, Courchevel |

| Szczegóły      | Szczegóły                  | Szczegóły       | Szczegóły | Szczegóły                                                                                    |
| -------------- | -------------------------- | --------------- | --------- | -------------------------------------------------------------------------------------------- |
| Godzina: 14:30 | R. Krastenbergs (PP) 26:06 | (0:0, 1:0, 0:0) |           | Widzów: 187 Sędzia główny: Miroslav Štefík Sędziowie liniowi: Joris Barcelo Frédéric Monnaie |
| Godzina: 14:30 | 10 min.                    |                 | 12 min.   | Widzów: 187 Sędzia główny: Miroslav Štefík Sędziowie liniowi: Joris Barcelo Frédéric Monnaie |

| 16 grudnia 2017 | Austria | 5:2 | Węgry | Méribel Arena, Méribel |

| Szczegóły      | Szczegóły | Szczegóły       | Szczegóły                                | Szczegóły                                                                                            |
| -------------- | --- | --------------- | ---------------------------------------- | --- |
| Godzina: 16:00 | M. Rossi (EQ) 07:00 N. Feldner (EQ) 13:15 B. Baumgartner (EQ) 27:30 M. Rossi (EQ) 29:36 N. Feldner (EQ) 57:21 | (2:1, 2:1, 1:0) | 12:16 (EQ) N. Vertes 39:02 (PP) N. Fejes | Widzów: 250 Sędzia główny: Roy Stian Hansen Sędziowie liniowi: Nicolas Constantineau David Obwegeser |
| Godzina: 16:00 | 8 min. |                 | 10 min.                                  | Widzów: 250 Sędzia główny: Roy Stian Hansen Sędziowie liniowi: Nicolas Constantineau David Obwegeser |

| 16 grudnia 2017 | Francja | 1:6 | Kazachstan | Courchevel Arena, Courchevel |

| Szczegóły      | Szczegóły           | Szczegóły       | Szczegóły | Szczegóły                                                                                |
| -------------- | ------------------- | --------------- | --- | ---------------------------------------------------------------------------------------- |
| Godzina: 18:00 | J. Munoz (PP) 34:58 | (0:1, 1:2, 0:3) | 05:49 (PP) S. Danijar 27:29 (PS) A. Mielichow 31:33 (PP) N. Nazarienko 55:10 (PP2) M. Gussejnow 57:56 (PP2) A. Beketajew 59:44 (PP) N. Nazarienko | Widzów: 1010 Sędzia główny: Scott Ferguson Sędziowie liniowi: Park Jun-soo Mariusz Smura |
| Godzina: 18:00 | 96 min.             |                 | 51 min. | Widzów: 1010 Sędzia główny: Scott Ferguson Sędziowie liniowi: Park Jun-soo Mariusz Smura |

Tabela
| Lp. | Zespół     | M | Pkt | Z | Zd | Pd | P | G+ | G- | +/− |
| --- | ---------- | - | --- | - | -- | -- | - | -- | -- | --- |
| 1.  | Kazachstan | 5 | 13  | 3 | 2  | 0  | 0 | 20 | 10 | +10 |
| 2.  | Łotwa      | 5 | 12  | 3 | 1  | 1  | 0 | 13 | 5  | +8  |
| 3.  | Niemcy     | 5 | 10  | 3 | 0  | 1  | 1 | 17 | 7  | +10 |
| 4.  | Francja    | 5 | 6   | 1 | 1  | 1  | 2 | 11 | 15 | -4  |
| 5.  | Austria    | 5 | 3   | 1 | 0  | 0  | 4 | 10 | 20 | -10 |
| 6.  | Węgry      | 5 | 1   | 0 | 0  | 1  | 4 | 11 | 25 | -14 |

    = awans do Elity      = spadek do dywizji I, grupy B
Statystyki indywidualne
- Klasyfikacja strzelców:  Benjamin Baumgartner /  Artur Gatijatow /  Renārs Krastenbergs /  Nikita Nazarienko
- Klasyfikacja asystentów:  Walerij Oriechow
- Klasyfikacja kanadyjska:  Artur Gatijatow
- Klasyfikacja +/−:  Artur Gatijatow
- Klasyfikacja skuteczności interwencji bramkarzy:  Gustavs Grigals
- Klasyfikacja średniej goli straconych na mecz bramkarzy:  Gustavs Grigals

Nagrody indywidualne
Dyrektoriat turnieju wybrał trójkę najlepszych zawodników na każdej pozycji:
- Bramkarz:  Mirko Pantkowski
- Obrońca:  Pauls Svars
- Napastnik:  Artur Gatijatow

Najlepsi zawodnicy każdej reprezentacji wybrani przez szkoleniowców ekip
 Benjamin Baumgartner,  Enzo Guebey,  Samat Danijar,  Gustavs Grigals,  Mirko Pantkowski,  Zsolt Szalma

## Grupa B
Wyniki
| 9 grudnia 2017 | Włochy | 4:9 | Polska | Ice Arena Bled Bled |

| Szczegóły      | Szczegóły                                                                              | Szczegóły       | Szczegóły | Szczegóły                                                                                |
| -------------- | -------------------------------------------------------------------------------------- | --------------- | --- | ---------------------------------------------------------------------------------------- |
| Godzina: 13:00 | M. Leitner (PP) 11:05 H. Kasslatter (EQ) 28:29 A. Gasser (PP) 31:13 K. Fink (PP) 52:38 | (1:1, 2:6, 1:2) | 15:45 (EQ) A. Łyszczarczyk 22:41 (EQ) B. Jeziorski 27:00 (EQ) M. Bernacki 27:47 (EQ) B. Jeziorski 31:54 (SH1) D. Paś 33:29 (EQ) A. Łyszczarczyk 36:45 (EQ) J. Sołtys 49:54 (PP2) G. Radzieńczak 54:18 (PP) M. Bernacki | Widzów: 152 Sędzia główny: Christoph Sternat Sędziowie liniowi: Lukas Kacej Gregor Rezek |
| Godzina: 13:00 | 24 min.                                                                                |                 | 16 min. | Widzów: 152 Sędzia główny: Christoph Sternat Sędziowie liniowi: Lukas Kacej Gregor Rezek |

| 9 grudnia 2017 | Ukraina | 1:3 | Słowenia | Ice Arena Bled Bled |

| Szczegóły      | Szczegóły               | Szczegóły       | Szczegóły                                                   | Szczegóły                                                                                       |
| -------------- | ----------------------- | --------------- | ----------------------------------------------------------- | ----------------------------------------------------------------------------------------------- |
| Godzina: 16:30 | D. Szerbakow (PP) 37:19 | (0:0, 1:2, 0:1) | 21:12 (EQ) J. Drozg 26:55 (PP) J. Drozg 40:27 (EQ) J. Sodja | Widzów: 523 Sędzia główny: Andre Schrader Sędziowie liniowi: Jonas Merten Maximillian Verworner |
| Godzina: 16:30 | 6 min.                  |                 | 8 min.                                                      | Widzów: 523 Sędzia główny: Andre Schrader Sędziowie liniowi: Jonas Merten Maximillian Verworner |

| 9 grudnia 2017 | Litwa | 1:4 | Norwegia | Ice Arena Bled Bled |

| Szczegóły      | Szczegóły                  | Szczegóły       | Szczegóły                                                                                      | Szczegóły                                                                                    |
| -------------- | -------------------------- | --------------- | ---------------------------------------------------------------------------------------------- | -------------------------------------------------------------------------------------------- |
| Godzina: 20:00 | M. Kaleinikovas (SH) 52:13 | (0:1, 0:2, 1:1) | 12:02 (EQ) C. Karlsen 24:31 (EQ) J.A. Noer 29:40 (EQ) M. Vikingstad 57:09 (EQ) S. A. Edvardsen | Widzów: 157 Sędzia główny: Gergely Kincses Sędziowie liniowi: Daniel Persson Władimir Susłow |
| Godzina: 20:00 | 37 min.                    |                 | 6 min.                                                                                         | Widzów: 157 Sędzia główny: Gergely Kincses Sędziowie liniowi: Daniel Persson Władimir Susłow |

| 10 grudnia 2017 | Norwegia | 4:0 | Włochy | Ice Arena Bled Bled |

| Szczegóły      | Szczegóły                                                                                  | Szczegóły       | Szczegóły | Szczegóły                                                                                        |
| -------------- | ------------------------------------------------------------------------------------------ | --------------- | --------- | ------------------------------------------------------------------------------------------------ |
| Godzina: 13:00 | J.A. Noer (EQ) 04:32 M. Ellingsen (EQ) 15:05 M. Grosvik (EQ) 39:35 M. Ellingsen (EQ) 40:59 | (2:0, 1:0, 1:0) |           | Widzów: 106 Sędzia główny: Sean MacFarlane Sędziowie liniowi: Anze Bergant Maximillian Verworner |
| Godzina: 13:00 | 4 min.                                                                                     |                 | 4 min.    | Widzów: 106 Sędzia główny: Sean MacFarlane Sędziowie liniowi: Anze Bergant Maximillian Verworner |

| 10 grudnia 2017 | Słowenia | 4:3 | Litwa | Ice Arena Bled Bled |

| Szczegóły      | Szczegóły                                                                         | Szczegóły       | Szczegóły                                                           | Szczegóły                                                                                |
| -------------- | --------------------------------------------------------------------------------- | --------------- | ------------------------------------------------------------------- | ---------------------------------------------------------------------------------------- |
| Godzina: 16:30 | J. Sodja (PP) 16:36 J. Drozg (EQ) 29:48 J. Sturm (PP) 33:03 E. Svetina (PP) 38:18 | (1:0, 3:1, 0:2) | 24:07 (EQ) M. Kaleinikovas 46:15 (PP) L. Washco 58:42 (EQ) I. Ragas | Widzów: 497 Sędzia główny: Christoph Sternat Sędziowie liniowi: Lukas Kacej Jonas Merten |
| Godzina: 16:30 | 2 min.                                                                            |                 | 6 min.                                                              | Widzów: 497 Sędzia główny: Christoph Sternat Sędziowie liniowi: Lukas Kacej Jonas Merten |

| 10 grudnia 2017 | Polska | 3:2 | Ukraina | Ice Arena Bled Bled |

| Szczegóły      | Szczegóły                                                               | Szczegóły       | Szczegóły                                     | Szczegóły                                                                                  |
| -------------- | ----------------------------------------------------------------------- | --------------- | --------------------------------------------- | ------------------------------------------------------------------------------------------ |
| Godzina: 20:00 | A. Łyszczarczyk (EQ) 20:48 J. Sołtys (EQ) 29:06 B. Jeziorski (EQ) 31:28 | (0:1, 3:1, 0:0) | 01:13 (PP) D. Szczerbakow 36:17 (PP) W. Mazur | Widzów: 102 Sędzia główny: Gergely Kincses Sędziowie liniowi: Gregor Rezek Władimir Susłow |
| Godzina: 20:00 | 8 min.                                                                  |                 | 8 min.                                        | Widzów: 102 Sędzia główny: Gergely Kincses Sędziowie liniowi: Gregor Rezek Władimir Susłow |

| 12 grudnia 2017 | Norwegia | 2:1 pk. | Ukraina | Ice Arena Bled Bled |

| Szczegóły      | Szczegóły                                     | Szczegóły                 | Szczegóły               | Szczegóły                                                                                |
| -------------- | --------------------------------------------- | ------------------------- | ----------------------- | ---------------------------------------------------------------------------------------- |
| Godzina: 13:00 | Ch. Karlsen (PP) 52:18 Ch. Karlsen (SO) 65:00 | (0:0, 0:0, 1:1, 0:0, 3:1) | 44:12 (PP) M. Kowalenko | Widzów: 113 Sędzia główny: Christoph Sternat Sędziowie liniowi: Anže Bergant Lukáš Kacej |
| Godzina: 13:00 | 6 min. kar                                    |                           | 6 min. kar              | Widzów: 113 Sędzia główny: Christoph Sternat Sędziowie liniowi: Anže Bergant Lukáš Kacej |

| 12 grudnia 2017 | Polska | 5:4 pk. | Słowenia | Ice Arena Bled Bled |

| Szczegóły      | Szczegóły | Szczegóły                 | Szczegóły                                                                         | Szczegóły                                                                                          |
| -------------- | --- | ------------------------- | --------------------------------------------------------------------------------- | -------------------------------------------------------------------------------------------------- |
| Godzina: 16:30 | A. Łyszczarczyk (PP) 25:49 A. Łyszczarczyk (EQ) 27:51 D. Paś (EQ) 34:20 B. Jeziorski (EQ) 39:59 B. Jeziorski (GWG) 65:00 | (0:1, 4:2, 0:1, 0:0, 1:0) | 12:36 (PP) M. Sever 26:47 (EQ) E. Svetina 37:39 (EQ) R. Kapel 40:56 (EQ) J. Sturm | Widzów: 652 Sędzia główny: Sean MacFarlane Sędziowie liniowi: Daniel Persson Maximillian Verworner |
| Godzina: 16:30 | 10 min. |                           | 10 min.                                                                           | Widzów: 652 Sędzia główny: Sean MacFarlane Sędziowie liniowi: Daniel Persson Maximillian Verworner |

| 12 grudnia 2017 | Litwa | 1:2 pd. | Włochy | Ice Arena Bled Bled |

| Godzina: 20:00 | M. Kaleinikovas (EQ) 22:55 | (0:0, 1:0, 0:1, 0:1) | 51:23 (PP) L. Kosmac 62:54 (PP) S. Berger | Widzów: 108 Sędzia główny: Andre Schrader Sędziowie liniowi: Jonas Merten Gregor Rezek |
| Godzina: 20:00 | 10 min.                    |                      | 8 min.                                    | Widzów: 108 Sędzia główny: Andre Schrader Sędziowie liniowi: Jonas Merten Gregor Rezek |

| 13 grudnia 2017 | Polska | 4:1 | Litwa | Ice Arena Bled Bled |

| Szczegóły      | Szczegóły                                                                                           | Szczegóły       | Szczegóły                  | Szczegóły                                                                                  |
| -------------- | --------------------------------------------------------------------------------------------------- | --------------- | -------------------------- | ------------------------------------------------------------------------------------------ |
| Godzina: 13:00 | M. Bernacki (EQ) 11:45 M. Bernacki (SH) 22:43 A. Łyszczarczyk (PP) 31:01 A. Łyszczarczyk (EQ) 57:31 | (1:0, 2:1, 1:0) | 24:52 (EQ) M. Kaleinikovas | Widzów: 100 Sędzia główny: Gergely Kincses Sędziowie liniowi: Jonas Merten Władimir Susłow |
| Godzina: 13:00 | 8 min.                                                                                              |                 | 4 min.                     | Widzów: 100 Sędzia główny: Gergely Kincses Sędziowie liniowi: Jonas Merten Władimir Susłow |

| 13 grudnia 2017 | Słowenia | 1:5 | Norwegia | Ice Arena Bled Bled |

| Szczegóły      | Szczegóły             | Szczegóły       | Szczegóły | Szczegóły                                                                               |
| -------------- | --------------------- | --------------- | --- | --------------------------------------------------------------------------------------- |
| Godzina: 16:30 | A. Kujavec (EQ) 36:10 | (0:1, 1:2, 0:2) | 07:56 (EQ) M. Homdrom 20:30 (EQ) E. Kjellesvik 36:42 (EQ) M. Ellingsen 44:54 (EQ) J.A. Noer 55:49 (PP2) J. Meisingset | Widzów: 747 Sędzia główny: Andre Schrader Sędziowie liniowi: Lukáš Kacej Daniel Persson |
| Godzina: 16:30 | 14 min.               |                 | 12 min. | Widzów: 747 Sędzia główny: Andre Schrader Sędziowie liniowi: Lukáš Kacej Daniel Persson |

| 13 grudnia 2017 | Włochy | 2:3 | Ukraina | Ice Arena Bled Bled |

| Szczegóły      | Szczegóły                               | Szczegóły       | Szczegóły                                                              | Szczegóły                                                                                        |
| -------------- | --------------------------------------- | --------------- | ---------------------------------------------------------------------- | ------------------------------------------------------------------------------------------------ |
| Godzina: 20:00 | S. Berger (EQ) 25:08 K. Fink (EQ) 44:46 | (0:2, 1:1, 1:0) | 02:15 (EQ) O. Peresunko 19:17 (EQ) D. Kozaczuk 37:33 (EQ) D. Daniłenko | Widzów: 102 Sędzia główny: Sean MacFarlane Sędziowie liniowi: Anže Bergant Maximillian Verworner |
| Godzina: 20:00 | 6 min.                                  |                 | 8 min.                                                                 | Widzów: 102 Sędzia główny: Sean MacFarlane Sędziowie liniowi: Anže Bergant Maximillian Verworner |

| 15 grudnia 2017 | Ukraina | 2:1 pk. | Litwa | Ice Arena Bled Bled |

| Szczegóły      | Szczegóły                                    | Szczegóły                 | Szczegóły           | Szczegóły                                                                                |
| -------------- | -------------------------------------------- | ------------------------- | ------------------- | ---------------------------------------------------------------------------------------- |
| Godzina: 13:00 | D. Mostowy (PP) 28:19 B. Stiupak (GWG) 65:00 | (0:0, 1:1, 0:0, 0:0, 1:0) | 35:30 (PP) V. Bucys | Widzów: 116 Sędzia główny: Andre Schrader Sędziowie liniowi: Anže Bergant Daniel Persson |
| Godzina: 13:00 | 10 min.                                      |                           | 16 min.             | Widzów: 116 Sędzia główny: Andre Schrader Sędziowie liniowi: Anže Bergant Daniel Persson |

| 15 grudnia 2017 | Słowenia | 6:1 | Włochy | Ice Arena Bled Bled |

| Szczegóły      | Szczegóły | Szczegóły       | Szczegóły                | Szczegóły                                                                                             |
| -------------- | --- | --------------- | ------------------------ | --- |
| Godzina: 16:20 | P. Tislar (EQ) 16:09 M. Ban (PP) 18:14 E. Svetina (EQ) 38:17 J. Drozg (EQ) 46:08 J. Drozg (EQ) 57:23 R. Kapel (EQ) 59:53 | (2:0, 1:0, 3:1) | 44:57 (EQ) H. Kasslatter | Widzów: 412 Sędzia główny: Christoph Sternat Sędziowie liniowi: Władimir Susłow Maximillian Verworner |
| Godzina: 16:20 | 18 min. |                 | 8 min.                   | Widzów: 412 Sędzia główny: Christoph Sternat Sędziowie liniowi: Władimir Susłow Maximillian Verworner |

| 15 grudnia 2017 | Norwegia | 3:2 pk. | Polska | Ice Arena Bled Bled |

| Szczegóły      | Szczegóły                                                            | Szczegóły                 | Szczegóły                                       | Szczegóły                                                                              |
| -------------- | -------------------------------------------------------------------- | ------------------------- | ----------------------------------------------- | -------------------------------------------------------------------------------------- |
| Godzina: 20:00 | E.L. Vold (EQ) 25:33 Ch. Karlsen (EQ) 26:37 M. Ellingsen (GWG) 65:00 | (0:0, 2:1, 0:1, 0:0, 1:0) | 36:59 (EQ) D. Jarosz 59:53 (PP) A. Łyszczarczyk | Widzów: 153 Sędzia główny: Sean MacFarlane Sędziowie liniowi: Lukas Kacej Gregor Rezek |
| Godzina: 20:00 | 6 min.                                                               |                           | 10 min.                                         | Widzów: 153 Sędzia główny: Sean MacFarlane Sędziowie liniowi: Lukas Kacej Gregor Rezek |

Tabela
| Lp. | Zespół   | M | Pkt | Z | Zd | Pd | P | G+ | G- | +/− |
| --- | -------- | - | --- | - | -- | -- | - | -- | -- | --- |
| 1.  | Norwegia | 5 | 13  | 3 | 2  | 0  | 0 | 18 | 5  | +13 |
| 2.  | Polska   | 5 | 12  | 3 | 1  | 1  | 0 | 23 | 14 | +9  |
| 3.  | Słowenia | 5 | 10  | 3 | 0  | 1  | 1 | 18 | 15 | +3  |
| 4.  | Ukraina  | 5 | 6   | 1 | 1  | 1  | 2 | 9  | 11 | -2  |
| 5.  | Włochy   | 5 | 2   | 0 | 1  | 0  | 4 | 9  | 23 | -14 |
| 6.  | Litwa    | 5 | 2   | 0 | 0  | 2  | 3 | 7  | 16 | -9  |

    = awans do dywizji I, grupy A      = spadek do dywizji II, grupy A
Statystyki indywidualne
- Klasyfikacja strzelców:  Alan Łyszczarczyk
- Klasyfikacja asystentów:  Alan Łyszczarczyk /  Bartłomiej Jeziorski
- Klasyfikacja kanadyjska:  Alan Łyszczarczyk
- Klasyfikacja +/−:  Alan Łyszczarczyk
- Klasyfikacja skuteczności interwencji bramkarzy:  Laurynas Lubys
- Klasyfikacja średniej goli straconych na mecz bramkarzy:  Jørgen Hanneborg

Nagrody indywidualne
Dyrektoriat turnieju wybrał trójkę najlepszych zawodników na każdej pozycji:
- Bramkarz:  Bohdan Diaczenko
- Obrońca:  Nejc Stojan
- Napastnik:  Alan Łyszczarczyk

Najlepsi zawodnicy każdej reprezentacji wybrani przez szkoleniowców ekip
 Mark Kaleinikovas,  Jacob Lundell Noer,  Alan Łyszczarczyk,  Jan Drozg,  Dmytro Szczerbakow,  Gregorio Gros